# ری نازارو
ری نازارو (انگلیسی: Ray Nazarro؛ ۲۵ سپتامبر ۱۹۰۲ – ۸ سپتامبر ۱۹۸۶) یک کارگردان، فیلم‌نامه‌نویس، و تهیه‌کننده اهل ایالات متحده آمریکا بود.
وی کارگردان فیلم‌هایی همچون تاپ گان بوده است.